# Pafos (cidade)
Pafos é uma cidade portuária no sudoeste da ilha de Chipre, a capital do distrito homônimo. Possui 47 530 habitantes (2001–2005).

## História
Era um dos mais célebres centros de peregrinação do antigo mundo grego, pois era onde se pensava ter nascido a deusa grega Afrodite. Foi a capital de Chipre já no tempo das civilizações grega e romana. Em 15 a.C., sofreu um grande terramoto, e foi reconstruída com ajuda de Augusto e do senado romano, com a condição de passar a se chamar Augusta.

### Mitologia
Existem várias tradições sobre a fundação da cidade:
Segundo Pausânias, a cidade foi fundada por Agapenor, filho de Anceu e neto de Licurgo; Agapenor era o rei da Arcádia durante a Guerra de Troia, liderou as forças árcades e, no retorno, após ter sido desviado por uma tempestade, aportou em Chipre e fundou a cidade.
Segundo Pseudo-Apolodoro, o fundador da cidade foi Cíniras, filho de Sandocus, que se casara com Metharme, filha de Pigmaleão, o rei de Chipre que fez uma estátua tão bela que se apaixonou por ela, e conseguiu de Vênus que a estátua ganhasse vida. De acordo com Ovídio, Pafos era o nome da filha de Pigmaleão e a estátua.

## Contexto bíblico
O apóstolo Paulo de Tarso visitou-a no século I d.C..

## Patrimônio arqueológico
Em Pafos podem ser vistos os Jardins de Afrodite, o Forte de Pafos e mostras históricas da mitologia que foram declarados patrimônio mundial da Unesco. Foi aqui que esteve o tão famoso santuário de Afrodite. O odeão de Pafos é um pequeno anfiteatro de pedra calcária datado do século II d.C.. Atualmente é usado no verão para espetáculos musicais e teatrais.
Contudo, o principal centro de interesse de Pafos é constituído por um grupo de quatro monumentos: as "casas" de Dioniso, Teseu e Aion e pela Vila de Theseus, com muitas das suas inúmeras salas pavimentadas com mosaicos de uma beleza ímpar, documentos preciosos para o estudo da interligação do real e do mitológico do povo que os construiu.

## Economia
Pafos tornou-se no inicio do século um importe centro turístico do Chipre, devido a seu clima e à proximidade do Mar Mediterrâneo, com uma cadeia de resorts perto do mar e uma forte atividade pesqueira na região, que conta com uma das maiores marinas da região.

## Galeria

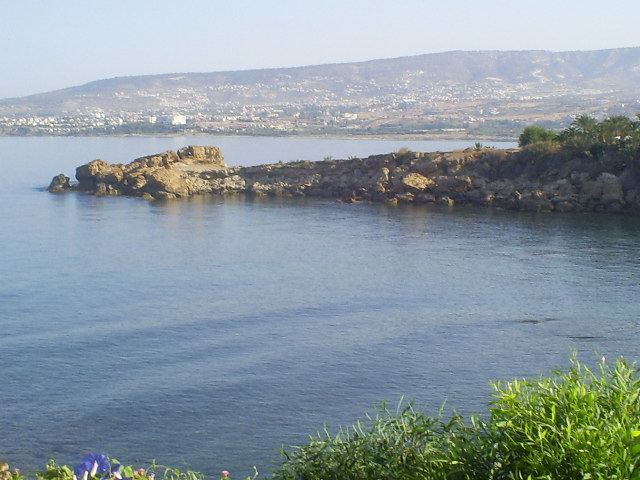
Pafos
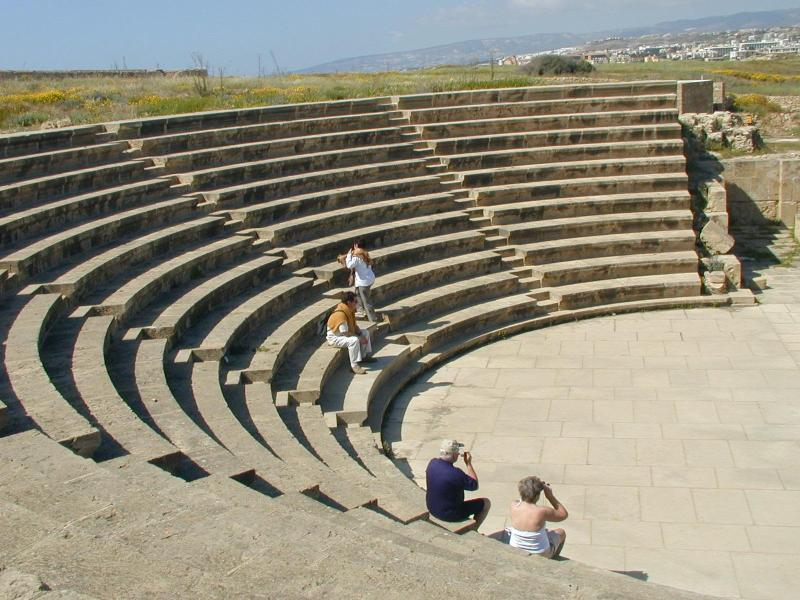
O odeão de Pafos
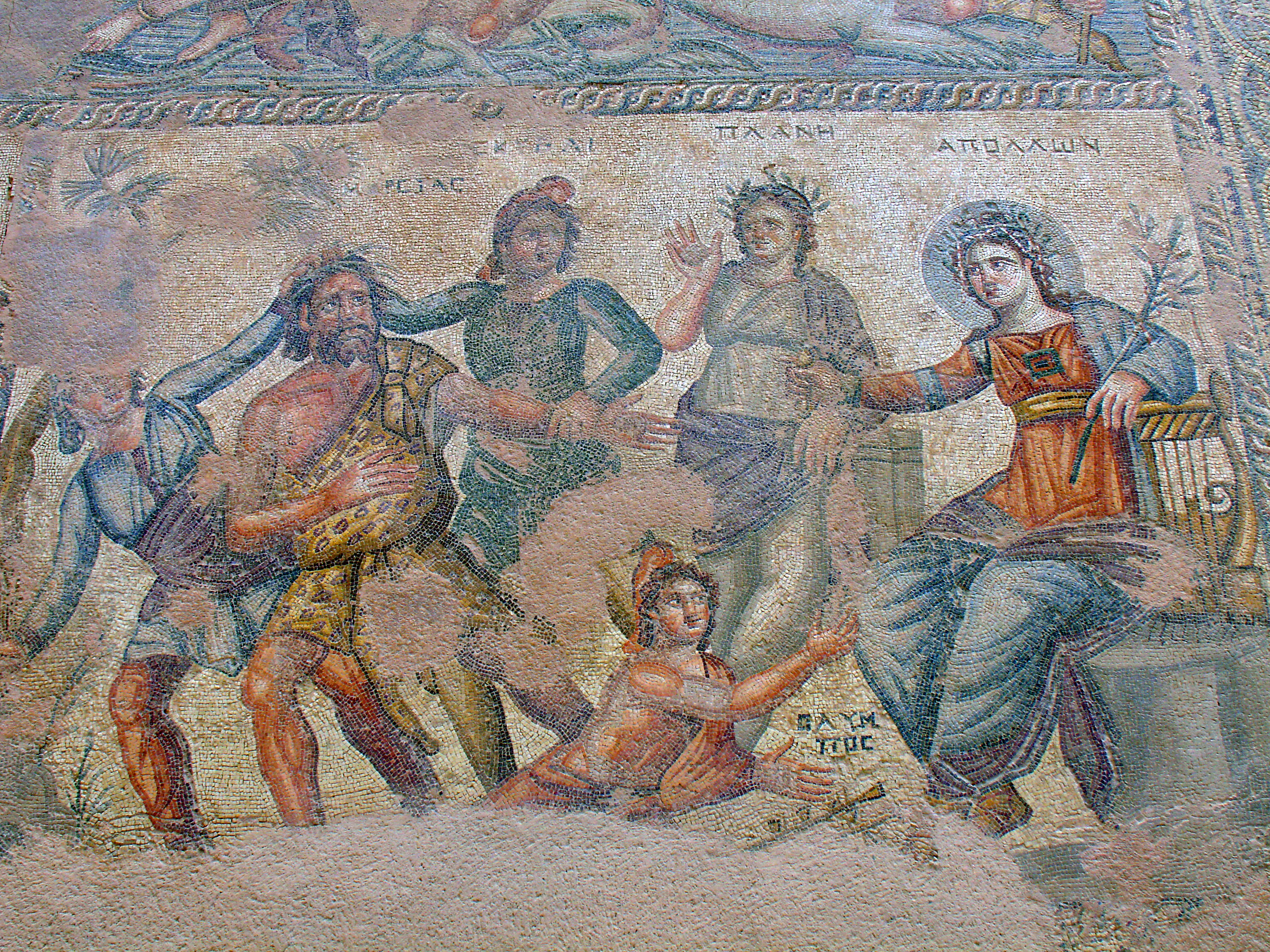
Mosaico na casa de Dioniso
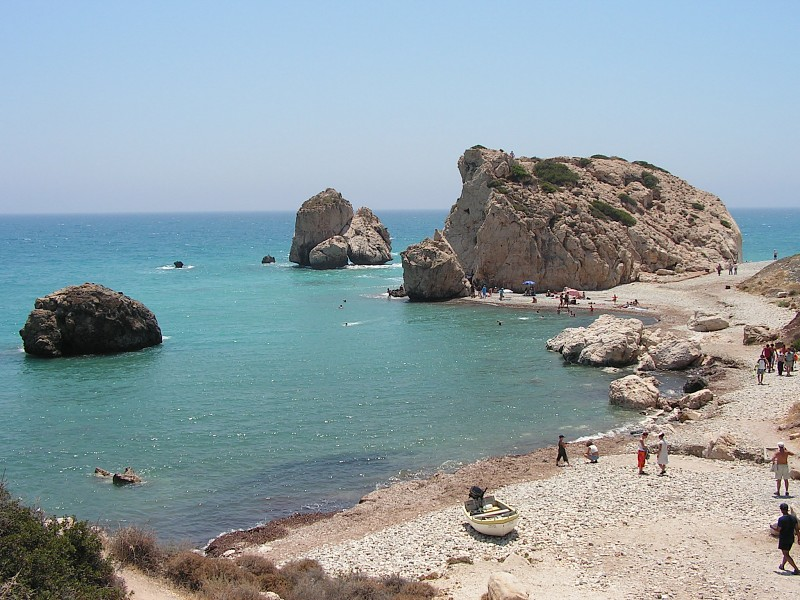
A rocha de Afrodite, o local do mítico nascimento da deusa grega

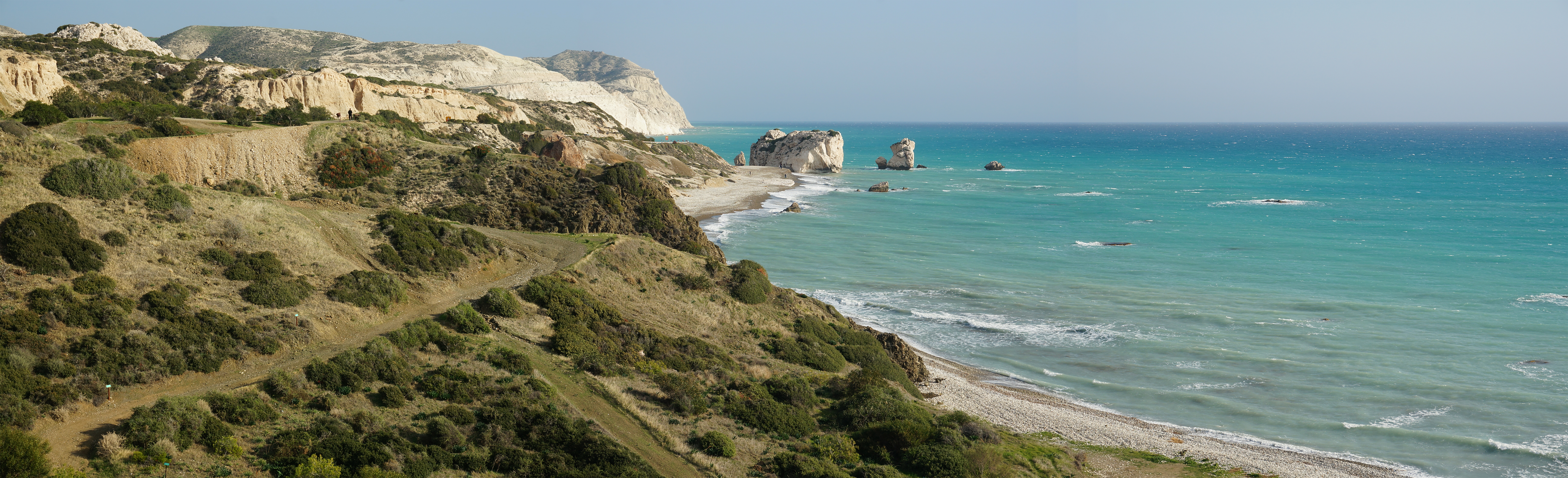
Vista Pedra de Afrodite (Petra tou Romiou) na costa de Pafos